# Exame de suficiência
O exame de suficiência é um exame realizado por conselhos de classe de algumas profissões para auferir capacidade de realização de função após realização de um curso de graduação. Estes exames são realizados anualmente dependendo do calendário de cada profissão.
Atualmente existem duas profissões que adotam exame de suficiência: Direito e Contabilidade.

## Direito
A OAB organiza os exames de classes de acordo com a Lei nº 8.906, de 4/7/1994.

## Contabilidade
O Exame de Suficiência do Conselho Federal de Contabilidade é uma avaliação a que se submetem, por força de lei, os bacharéis em ciências contábeis no Brasil, onde demonstram que possuem capacitação, conhecimentos e práticas necessários ao exercício da contabilidade. O exame é organizado pela Fundação Brasileira de Contabilidade (FBC).
O Conselho Federal de Contabilidade estabeleceu a primeira versão de seu exame de suficiência por meio da Resolução CFC n° 853/1999. Em 2000, ocorre a primeira edição do exame de suficiência. Como prerrogativa para se criar um exame de suficiência, o Conselho Federal de Contabilidade argumentou, na Resolução CFC nº 853/1999, que “se reveste da função de fiscalização do exercício profissional, em caráter preventivo”. No entanto, houve críticas pois o Conselho Federal de Contabilidade não tinha prerrogativa legal para estabelecer um exame de suficiência. Diante da falta de suporte legal, a exigência ao bacharel em ciências contábeis de se submeter a um exame de suficiência para um registro junto ao Sistema CRC/CFC começou a ser questionada judicialmente, portanto, a primeira versão do exame de suficiência teve vida curta, com dez edições, durando de 2000 até 2004. Durante esse período, 150.314 candidatos submeteram-se ao exame, e de forma geral, nesta primeira versão do exame de suficiência, o índice de aprovação foi de um terço dos candidatos.
Em 2010, a lei federal 12.249 instituiu a aprovação no exame como condição para obter o registro no conselho de classe.
.

## Polêmica
Em 2010 o CRM-SP buscou aparato para realizar o exame aos médicos formados. Segundo a entidade, mais de 46% dos alunos não haviam passado no exame o que, segundo a classe, é preocupante .